# Mirosław Złotkowski
Mirosław Złotkowski (ur. 23 czerwca 1956, zm. 24 marca 2006) – polski i od 1991 roku nowozelandzki zapaśnik walczący w stylu wolnym.
Brązowy medalista mistrzostw Wspólnoty Narodów w 1991 roku. Wychowanek Czesława Czernieca, trenera MZKS Karkonosze Jelenia Góra i sędziego klasy międzynarodowej.